# Was Here
Was Here ist das vierte Studioalbum der australischen Pop-Punk-Band Stand Atlantic. Es erschien am 23. August 2024 über Hopeless Records.

## Entstehung
Auf dem Album verarbeitete die Sängerin Bonnie Fraser die persönlichen Turbulenzen, die sie in den vergangenen Jahren durchlebt hat. Sie befand sich in einer Situation, in der sie sich für eine lange Zeit selbst betäubt hatte und sich selbst nicht mehr wiedererkannte. Erst als es darum ging, ein neues Album zu schreiben, wurde sie sich ihrer Situation bewusst. Während einer Songwriting-Session in Manchester nahm der Produzent Stevie Knight Fraser zur Seite und fragte, ob etwas falsch wäre, woraufhin Fraser in Tränen ausbrach. Erst nach einer Therapie ging es ihr besser. Das Schreiben des neuen Album bezeichnete sie als „kreative Therapie“.
Als Gastmusiker sind Lyndsey Gunnulfsen von der Band Pvris und die Sängerin Bruses bei dem Lied Girls, der Rapper Sueco bei dem Lied Nosebleed sowie die Metalcore-Band Polaris bei dem Lied Criminal zu hören. Produziert wurde das Album von Daisuke Ehara und Stevie Knight. Musikvideos wurden für die Lieder Sex on the Beach, Girls, Love U Anyway und Criminal veröffentlicht. Für den 16. Mai 2025 kündigte die Band eine Deluxe Edition des Albums mit zwei neuen Liedern und zwei Remixen an.

## Titelliste
| Reguläre Version 1. Wake Up – Sit Down – Shut Up – 3:00 2. Frenemies – 3:10 3. Girls (feat. Pvris & Bruses) – 2:12 4. Freakin’ Out – 2:45 5. Nose Bleed (feat. Sueco) – 3:15 6. Love U Anyway – 2:56 7. Kissin’ Killer Cobras – 2:45 8. Warzone – 2:38 9. Criminal (feat. Polaris) – 3:47 10. 17 – 3:07 11. 17 // Reprise (One Take) – 1:28 12. G.A.G. – 2:22 13. Rockstar – 2:38 14. Sex on the Beach – 3:10 15. Kill(H)er – 2:25 | Bonustitel der Deluxe Edition 1. I’m the Man (feat. Lauren Sanderson) 2. Nothing Hurts When You’re Hollow 3. Freakin’ Out (Pvris Remix) 4. Criminal (Mr. Bill Remix) |

## Rezeption

### Rezensionen
Rachel Roberts vom Magazin Kerrang beschrieb Was Here als „Erlaubnis dafür, unerklärlicherweise chaotisch, verwirrt und wütend zu sein, während man gleichzeitig in Frieden mit alldem ist“. Roberts vergab vier von fünf Punkten. Für Tobias Dahs vom Onlinemagazin Powermetal.de enthält das Album „zahlreiche Highlights“, jedoch würde „die Entdeckungsreise noch nicht gänzlich funktionieren“. Dahs vergab 7,5 von zehn Punkten. Ryan Ward vom Onlinemagazin Noizze UK hingegen kritisierte, dass sich das Album „wie eine Kollektion von Singles anfühlt“ und dabei „Schwierigkeiten hat, ein konstantes Level an Qualität zu halten“. Ward vergab sechs von zehn Punkten.
Das britische Magazin Kerrang führte Was Here auf Platz 30 ihrer Liste der 50 besten Alben des Jahres 2024.

### Chartplatzierungen
| ChartsChartplatzierungen | Höchstplatzierung | Wochen |
| ------------------------ | ----------------- | ------ |
| Australien (ARIA)        | 3 (1 Wo.)         | 1      |